# Gare de Saint-Firmin - Housséville
La gare de Saint-Firmin - Housséville est une gare ferroviaire française, fermée, de la ligne de Jarville-la-Malgrange à Mirecourt, située sur le territoire de la commune d'Housséville, à proximité de Saint-Firmin, dans le département de Meurthe-et-Moselle, en région Grand Est.
C'est une halte lorsqu'elle est mise en service en 1879 par la Compagnie des chemins de fer de l'Est, puis c'est toujours une Halte de la Société nationale des chemins de fer français (SNCF) lorsqu'elle est fermée au service ferroviaire dans les années 1980.

## Situation ferroviaire
Établie à 293 mètres d'altitude, la halte de Saint-Firmin - Housséville est située au point kilométrique (PK) 41,322 de la ligne de Jarville-la-Malgrange à Mirecourt, entre la halte de Praye-sous-Vaudémont et la gare de Diarville. Le trafic voyageurs est suspendu sur cette section de la ligne.

## Histoire
Au mois d'août 1878, le conseil général du département de Meurthe-et-Moselle est informé de l'état d'avancement de la ligne de Vézelise à Mirecourt par le rapport, du 21 juin, de l'ingénieur du contrôle Bauer. Il y indique notamment que les travaux de terrassement sont terminés, les talus réglés, les ouvrages d'art achevés et que les terrains nécessaires ont tous été achetés et payés, et en ce qui concerne les stations et haltes, « on fait les approvisionnements du bâtiment de la halte de St-Firmin-Housséville ».
La halte de Saint-Firmin - Housséville est mise en service le 22 décembre 1879 par 
la Compagnie des chemins de fer de l'Est lorsqu'elle ouvre à l'exploitation la ligne de Vézelise à Mirecourt. La deuxième voie est établie en 1884 sur la totalité de la ligne.
La halte est déjà fermée depuis quelques années, lorsque le 18 décembre 2016, le service des voyageurs est suspendu entre Pont-Saint-Vincent et Vittel. La raison invoquée, par la SNCF : « des soucis de vétusté de la ligne avec des travaux colossaux à réaliser sur les voies. Une réhabilitation évaluée à cent millions d'euros ».